# Tchaïkovski (rose)
'Tchaïkovski' est le nom d'un cultivar de rosier de la classe Grandiflora obtenu par la maison Meilland en 2000, commercialisé en 2003, et nommé en l'honneur du compositeur russe Tchaïkovski.

## Description

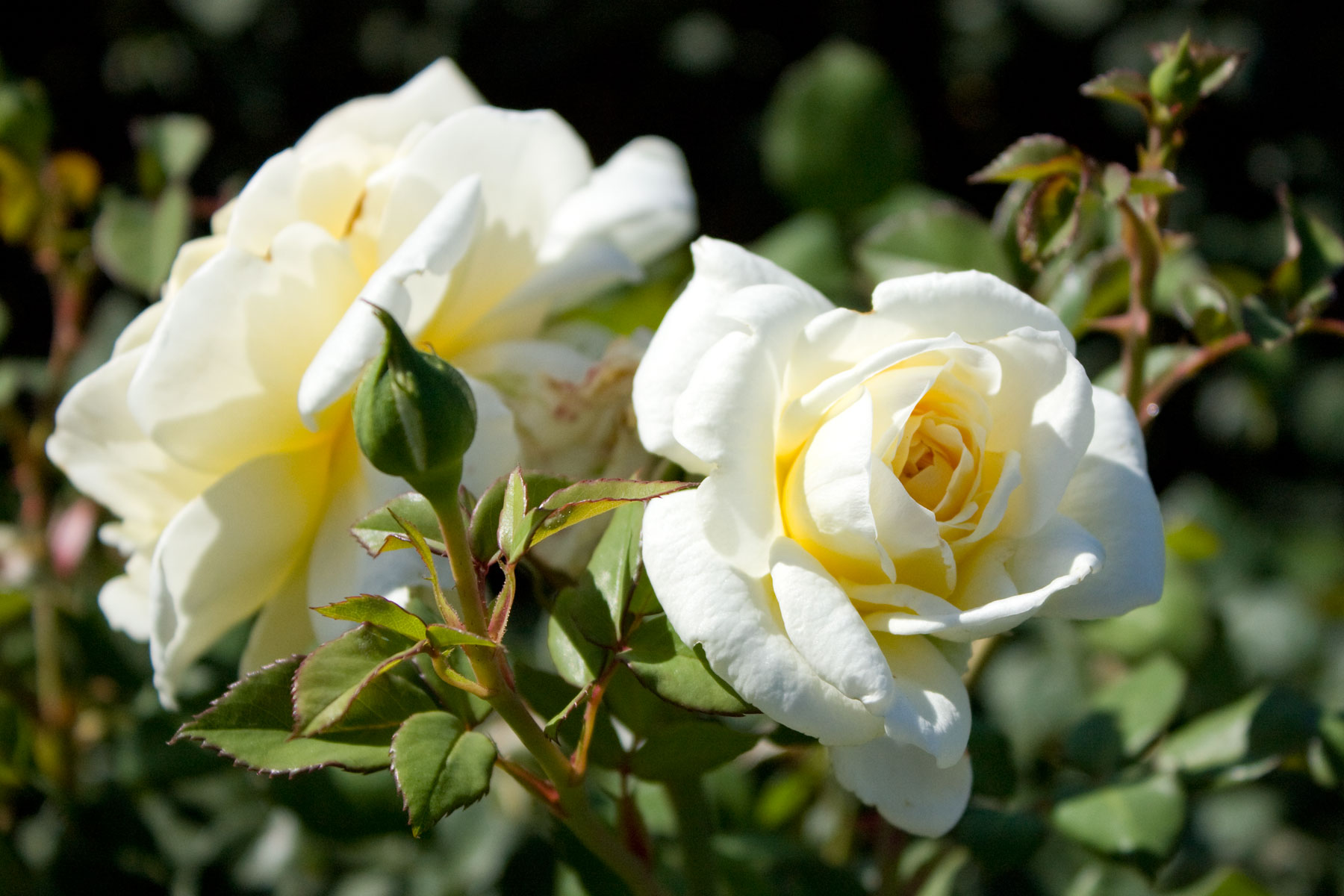
Roses 'Tchaïkovski' à Melbourne en Australie.

Ce rosier est obtenu en partie de 'Centenaire de Lourdes'. Son buisson peut atteindre entre un mètre de hauteur et 1,80 m. Ses fleurs, qui fleurissent entre juin et septembre en groupes de trois à cinq, sont en forme de roses anciennes et de couleur crème tirant au milieu sur le jaune pâle. Leur diamètre est compris entre huit et dix centimètres. Elles possèdent plus de 41 pétales et sont légèrement parfumées.
La zone climatique de ce rosier résistant aux maladies commence à 6b.

## Distinctions
- Lyon, médaille du mérite, 2000